# Roman Nyga
Roman Nyga (ur. 24 maja 1938 w Bieruniu Starym, zm. 7 lutego 2021) – polski artysta, plastyk, malarz i ilustrator. Projektant i współautor elementów przestrzeni miejskiej Bierunia, a także polichromii, mozaik i projektów witraży w kościołach województwa śląskiego.

## Życiorys

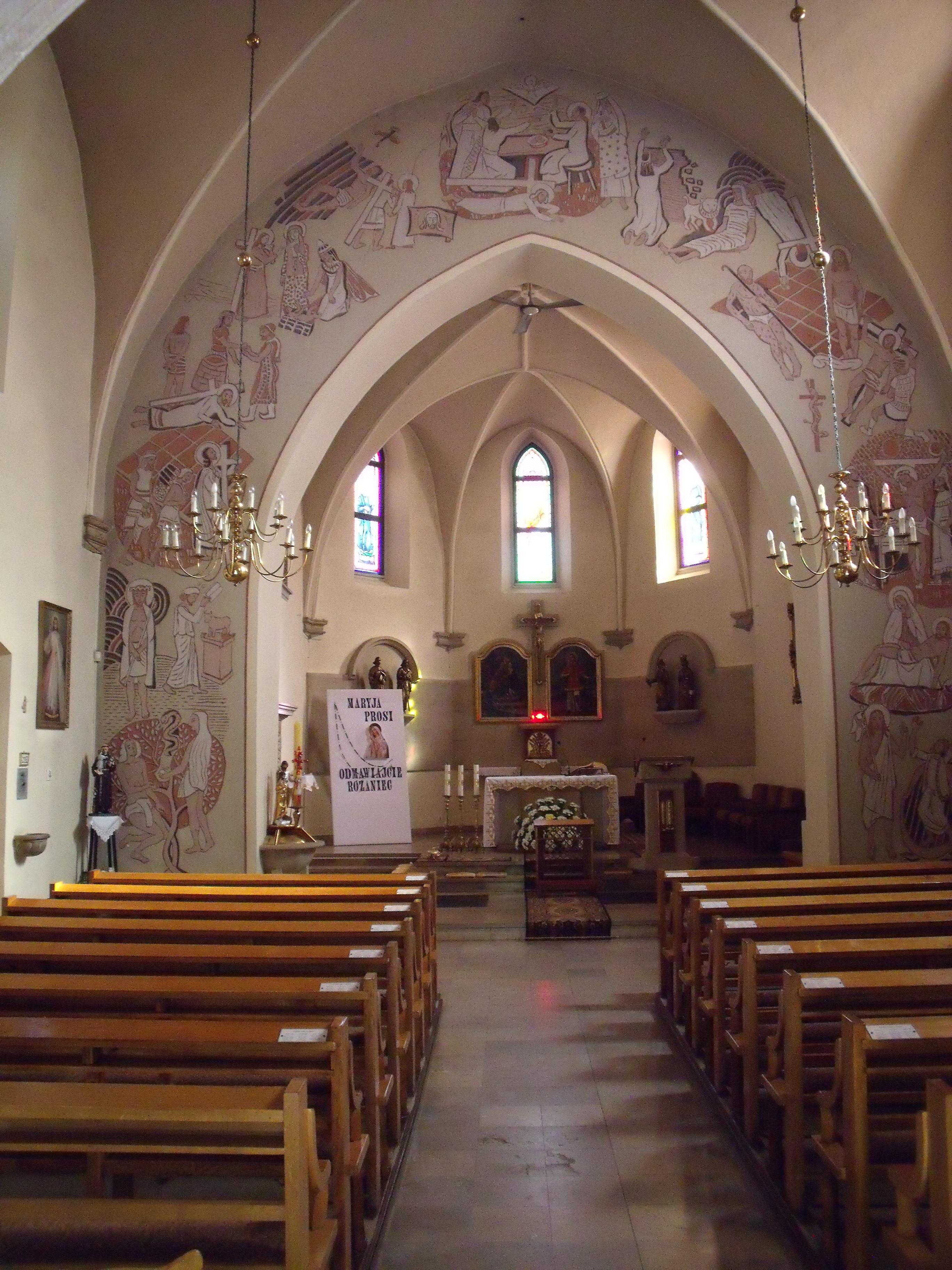
Sgraffito na łuku tęczowym autorstwa Romana Nygi w kościele pw. św. Wawrzyńca w Orzeszu (2012)

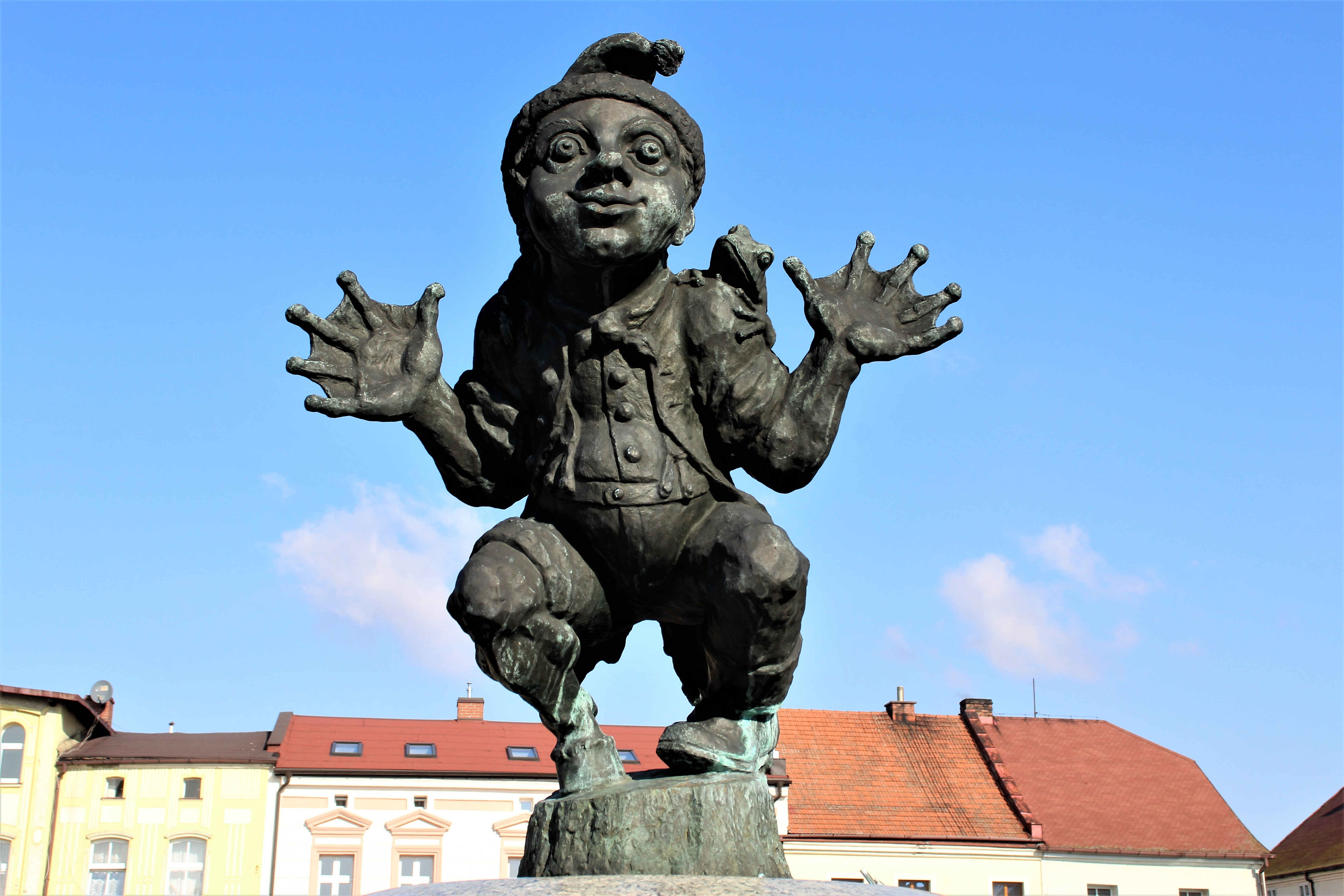
Jedna z figurek utopców projektu Romana Nygi na Rynku w Bieruniu

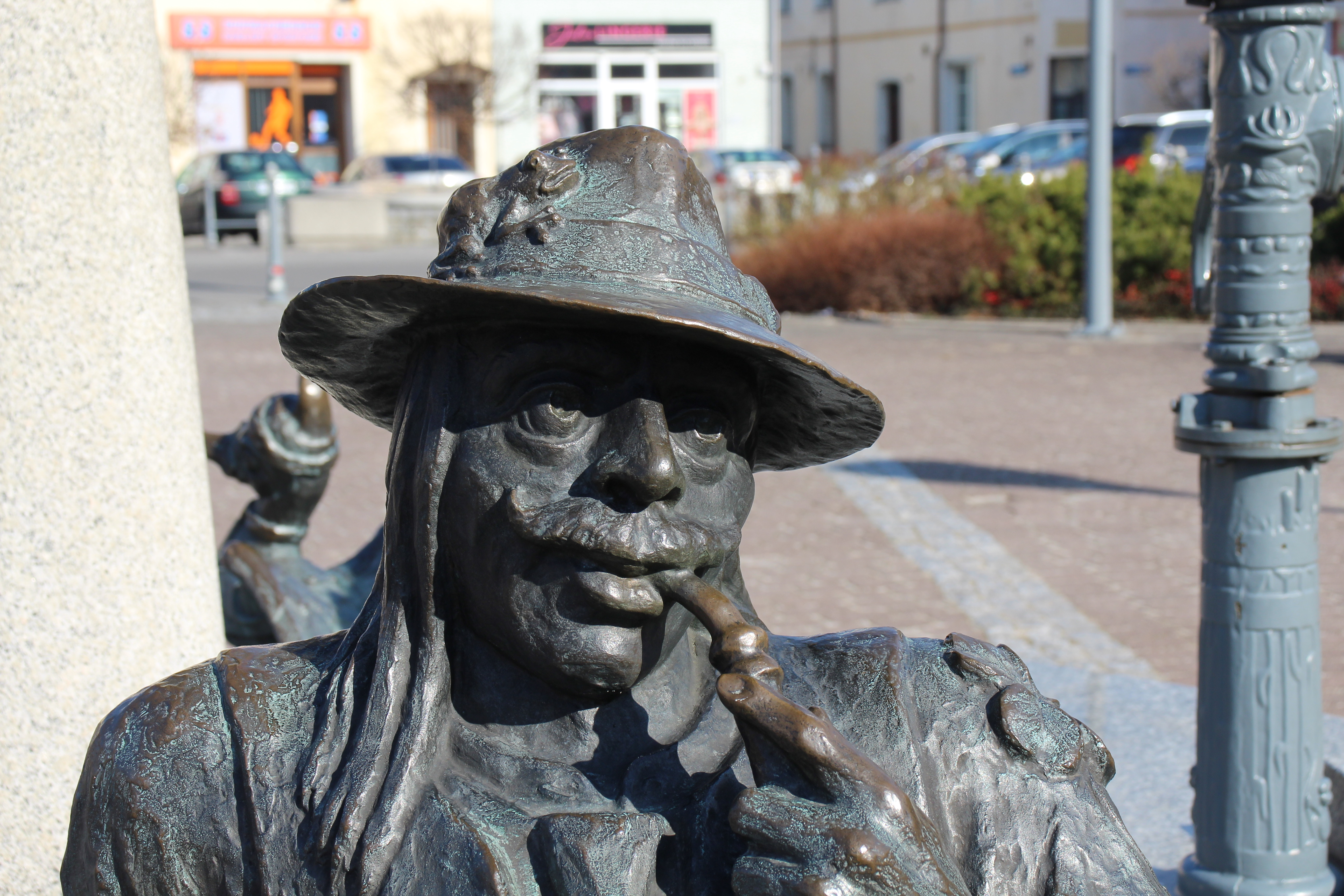
Jedna z figurek utopców projektu Romana Nygi na Rynku w Bieruniu

Urodził się 24 maja 1938 roku w Bieruniu Starym. Po ukończeniu tutejszego liceum w 1956 roku rozpoczął studia na Wydziale Malarstwa Akademii Sztuk Pięknych w Krakowie pracowni prof. Wacława Taranczewskiego, kończąc je z wyróżnieniem w 1962 roku.
Był współzałożycielem i członkiem działającej w latach 1964–1973 grupy artystycznej Arkat (artyści katowiccy). W latach 1970–1980 współpracował z warszawskim artystą malarzem Marianem Boguszem. W 1989 roku otrzymał stypendium rzymskiej fundacji Jana Pawła II, które realizował w Akademii Katolickiej w Stuttgarcie i Stacji Sztuki Sankt Peter w Kolonii. W 1992 roku został członkiem Stowarzyszenia Wolnych Twórców „Projekt Oberbuschweg” w Kolonii. Był współzałożycielem i członkiem działającej od 2003 roku międzynarodowej grupy artystycznej RAR. Był także członkiem katowickiego okręgu Związku Polskich Artystów Plastyków.
Zmarł 7 lutego 2021 roku. Msza pogrzebowa odbyła się 10 lutego w bieruńskim kościele pw. św. Bartłomieja Apostoła.

## Twórczość
W pracy twórczej poruszał tematyką związaną z Górnym Śląskiem oraz zagadnienia teoretyczne – barwę, formę, przestrzeń i ich współzależności. Poruszał także tematykę religijną. Uprawiał malarstwo sztalugowe i był autorem polichromii, mozaik i projektów witraży w kościołach. Był także ilustratorem książek, m.in. dwóch dotyczących górnośląskich wierzeń ludowych – Duchy i duszki Bojszowskie (1992) oraz Stworoki Śląskie (1994). 
Jego obrazy są w zbiorach m.in.: Muzeum Narodowego w Warszawie, Muzeum Śląskiego w Katowicach, Muzeum Miejskiego w Tychach, Muzeum Archidiecezjalnego w Katowicach i Muzeum Miejskiego w Bieruniu.
Tworzył rysunki obrazujące Bieruń i jego mieszkańców. Odtwarzał historyczne mapy Bierunia i okolic, był projektantem i współautorem elementów ozdabiających bieruński rynek, a także był autorem tablic pamiątkowych. Do jego dzieł w przestrzeni miejskiej Bierunia należą m.in.: figurki utopców na Rynku, pomnik św. Walentego, polichromie w sanktuarium św. Walentego, fresk i obraz Święta Rodzina w kościele pw. św. Bartłomieja Apostoła czy replika pomnika Powstańców Śląskich na skwerze Powstańców Śląskich.
Pierwsze jego prace w obiektach sakralnych to wykonanie wraz z Józefem Kołodziejczykiem oraz Erykiem Pudełko wystroje wnętrz w kościołach pw. Świętego Krzyża w Strzebiniu (1965) i pw. śś. ap. Piotra i Pawła w Jastrzębiu-Zdroju (1967). Był autorem sgraffito na łuku tęczowym w kościele pw. św. Wawrzyńca w Orzeszu, a także wykonał liczne polichromie, które w znacznej większości nie zachowały się (w tym m.in. w kościołach: pw. Matki Bożej Różańcowej w Świętochłowicach, pw. św. Józefa Robotnika w Katowicach, pw. Wniebowzięcia NMP w Miasteczku Śląskim, pw. Wniebowzięcia NMP w Studzionce czy pw. Przemienienia Pańskiego w Katowicach). Zaprojektował wnętrza m.in. kościoła pw. Podwyższenia Krzyża Świętego w Gostyni czy domu przedpogrzebowego w Bieruniu Starym. Był projektantem witraży w kościołach: pw. św. Brata Alberta w Rybniku, pw. Wniebowzięcia NMP w Katowicach, pw. Chrystusa Króla w Lędzinach. 

## Nagrody i wyróżnienia
- Nagroda Starosty Powiatu Bieruńsko-Lędzińskiego w dziedzinie kultury Clemens (2001)[2],
- Tytuł „Zasłużony dla Miasta Bierunia” (2007)[9].

## Życie prywatne
Pochodził z rodziny od kilku pokoleń związanej ze sztuką. Był młodszym bratem Jerzego Nygi – duchownego rzymskokatolickiego, proboszcza parafii św. Józefa w Katowicach-Załężu.  
Był żonaty z Heleną. Miał trzech synów: Marcina, Szymona i Wiktora. 